# Henry Somerset (9e duc de Beaufort)
Henry Adelbert Wellington FitzRoy Somerse (19 mai 1847 - 24 novembre 1924) est un pair britannique.

## Biographie
Beaufort est le fils de Henry Somerset (8e duc de Beaufort). Il fait ses études au Collège d'Eton entre 1860 et 1864.
Il devient cornet en 1865 dans les Royal Horse Guards et est promu capitaine en 1869. Il est aide de camp de la reine Victoria en 1899 et grand intendant de Bristol en 1899. Le 8 janvier 1900, il est nommé lieutenant adjoint du Brecknockshire. Il est le gardien héréditaire du Château de Raglan. Il obtient le grade de colonel honoraire au service des Royal Gloucestershire Hussars. Il est juge de paix du Monmouthshire et du Gloucestershire et lieutenant adjoint du Gloucestershire et du Monmouthshire.

## Famille

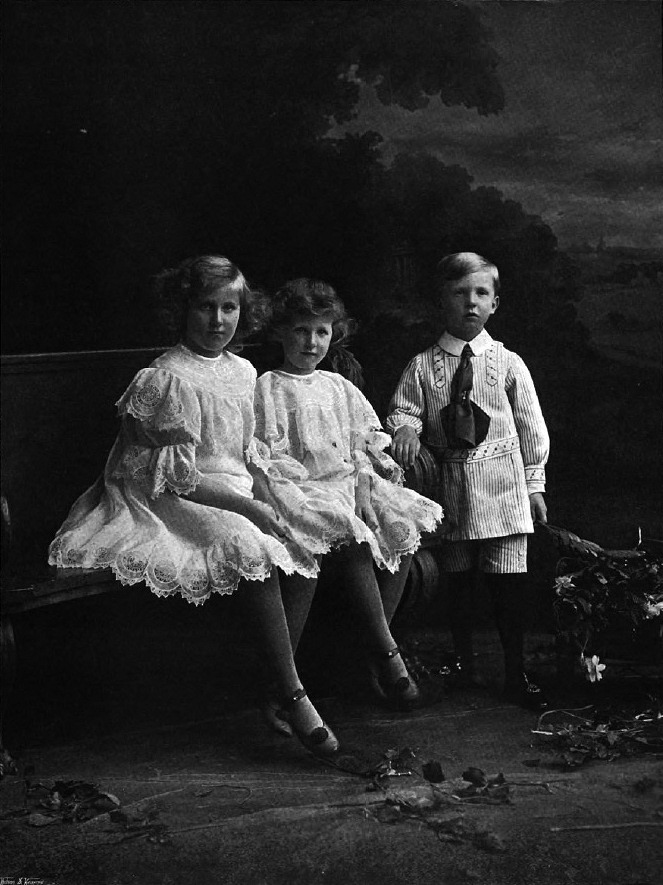
Les trois enfants du duc en 1905

Il épouse Louise Emily Harford (1864–1945), veuve d'un noble hollandais (le baron Charles Frederic van Tuyll van Serooskerken, 1859–1893, laissant deux fils), le 9 octobre 1895. Ils ont trois enfants:
- Blanche Linnie Somerset (1897–1968), épouse John Eliot (6e comte de St Germans) (en) (11 juin 1890 - 31 mars 1922), décédé dans un accident d'équitation lors d'un steeple, à l'âge de 31 ans, laissant deux filles. Le 15 juillet 1924, elle épouse George Francis Valentine Scott Douglas (14 février 1898 - 12 juin 1930), décédé d'une blessure au polo. Ils ont un fils qui est le dernier des baronnets Douglas de Maxwell mort en 1969. Ses descendants sont les seuls descendants survivants du 9e duc. Le petit-fils aîné de Lady Blanche, David John Seyfried-Herbert, 19e baron Herbert, a finalement repris la baronnie d'Herbert en 2002, après dix-huit ans de suspension.
- Diana Maud Nina Somerset (12 septembre 1898 - 6 mai 1935), épouse le capitaine Lindsey Shedden (1881–1971) le 19 septembre 1925, mais n'a pas de descendants
- Henry Somerset (10e duc de Beaufort) (4 avril 1900 - 5 février 1984), épouse la princesse Mary de Teck. Il ne laisse aucun descendant et est remplacé par David Somerset, un cousin.

Le 9e duc de Beaufort est mort en 1924, âgé de 77 ans, à Badminton House, Gloucestershire. Il est enterré à l'église St Michael and All Angels, Badminton.